# Casearia zizyphoides
Casearia zizyphoides är en videväxtart som beskrevs av Carl Sigismund Kunth. Casearia zizyphoides ingår i släktet Casearia och familjen videväxter. Inga underarter finns listade i Catalogue of Life.